# 板門駅
板門駅（パンムンえき）は朝鮮民主主義人民共和国開城特別市板門区域にある、朝鮮民主主義人民共和国鉄道省平釜線の駅である。京義線の連結事業により新設され、当駅から軍事境界線を越えて韓国の都羅山駅まで線路が繋がっている。

## 駅構造
地上駅。駅舎は韓国側によって建てられたもので、都羅山駅を訪れた朝鮮民主主義人民共和国の関係者が板門駅を都羅山駅と同様の形式で建てるよう要請し、これを韓国側は受け入れた。

## 駅周辺
開城工業地区に隣接し、北朝鮮出入事務所から金日成の肖像画が掲げられた板門駅を眼下に見渡せる。

## 歴史
- 2000年6月15日 - 第1回南北閣僚級会談で、北朝鮮と韓国が京義線の分断区間の再連結に合意。
- 2002年9月18日 - DMZ区間工事着工。
- 2003年
  - 6月14日 - 京義線・東海線の連結式。
  - 12月31日 - 韓国側の工事完了。
- 2006年 - 開通予定だったが、北朝鮮の反対により延期。
- 2007年
  - 5月17日 - 南北鉄道連結区間の列車試験運行を正式に開始。
  - 12月11日 - 汶山 - 鳳東間で南北定期貨物列車の運行を開始する。
- 2008年
  - 11月28日 - 南北関係の関係悪化により貨物列車の運行を中止。
  - 12月1日 - 北朝鮮の12・1措置により運行を公式に中断。
- 2009年8月25日 - 12・1措置の解除により鉄道の運行を公式に再開。
- 2018年12月16日 - 南北鉄道道路連結着工式が当駅にて執り行われる[4]。なお、韓国側の出席者のための特別列車がソウル駅から当駅まで運行された。

## 隣の駅
朝鮮民主主義人民共和国鉄道省
平釜線
鳳東駅 - 板門駅 - 都羅山駅